# Fuzz Face
Caractéristiques
Audio

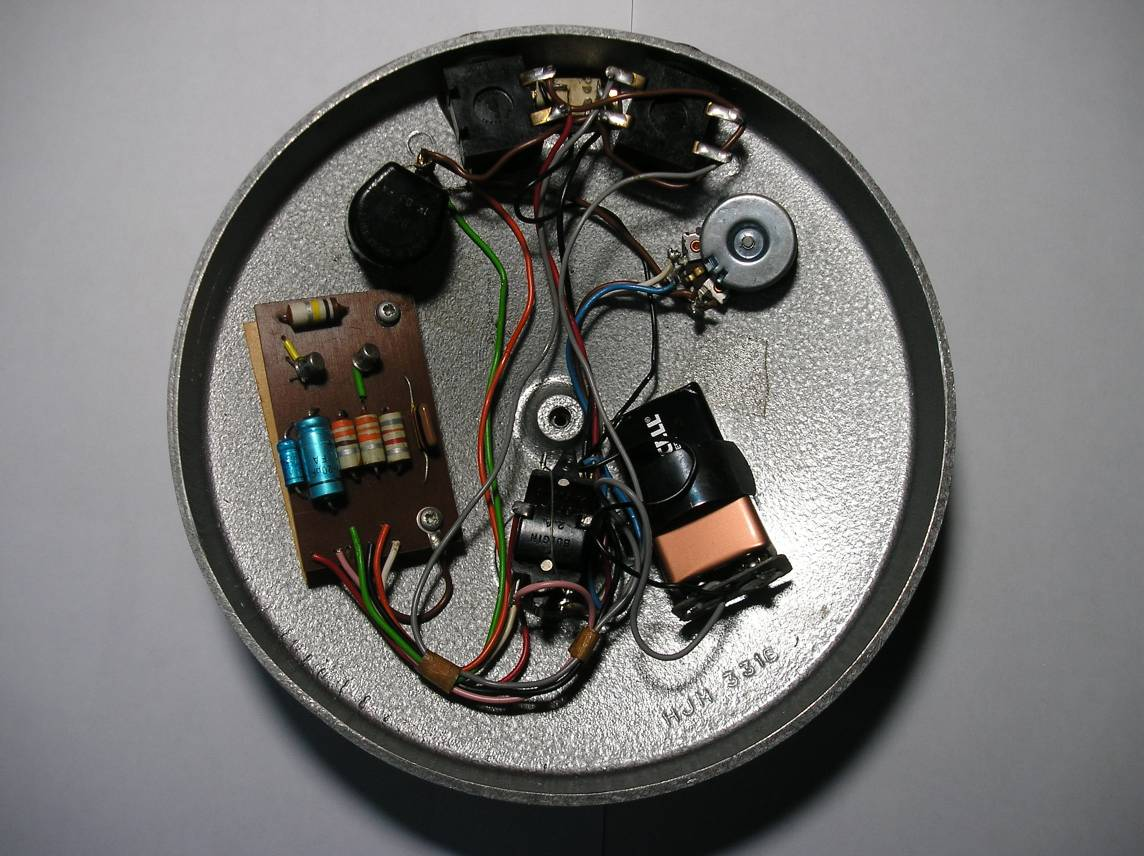
Intérieur d'une Fuzz Face Dallas Arbiter (modèle réédité), avec deux transistors (en gris à gauche), quatre résistances, trois condensateurs et deux potentiomètres.

La Fuzz face est une pédale d'effet de fuzz créée par Arbiter Electronics en 1966 et utilisée par de nombreux guitaristes comme Jimi Hendrix, qui contribue à la populariser dans les années 1960. La Fuzz Face est commercialisée par Dallas Arbiter jusqu'en 1975. En 1993, elle est à nouveau commercialisée par Jim Dunlop. 

## Caractéristiques

### Construction
La pédale d'effet se trouve dans un boîtier rond, avec un interrupteur au milieu pour enclencher l'effet, et deux contrôles : le volume de sortie et le taux de saturation (appelé fuzz). Elle est alimentée par une pile 9 volts. Dans certaines versions plus récentes commercialisées par Dunlop, le boîtier est parfois plus petit (Fuzz Face mini), et une diode électroluminescente a été ajoutée pour indiquer que l'effet est en marche.

### Circuit
Le circuit de la Fuzz Face est très simple, avec neuf composants : deux transistors, quatre résistances, trois condensateurs et deux potentiomètres. La pédale est initialement construite avec des transistors au germanium, qui sont ensuite remplacés par des transistors au silicium, plus stables. La simplicité du circuit rend la pédale très sensible à la qualité des composants employés ainsi qu'à l'impédance d'entrée. 

## Histoire
La Fuzz Face est créée en 1966 par Ivor Arbiter d'Arbiter Electronics. En 1968, l'entreprise devient Dallas Arbiter. Ivor Arbiter utilise la base ronde d'un pied de micro pour créer le boîtier de la pédale. Le circuit est inspiré de la Maestro Fuzz Tone et de la Sola Sound Tonebender.
Jimi Hendrix achète une Fuzz Face en 1966 quand il arrive au Royaume-Uni : il s'agit de sa première pédale d'effet. La qualité parfois aléatoire des composants utilisés fait que de nombreuses Fuzz Face des années 1960 ne sonnent pas pareil d'une pédale à l'autre. D'autre part, les transistors au germanium sont sensibles à la température, ce qui entraîne des changements dans le son. Ainsi, Hendrix achète de nombreuses Fuzz Face au fil du temps et choisit celles qui lui conviennent le mieux pour ses concerts et enregistrements. Les autres modèles sont modifiés par son ingénieur du son Roger Mayer.